# Bloomingdale (Michigan)
Bloomingdale – wieś w Stanach Zjednoczonych, w stanie Michigan, w hrabstwie Van Buren.